# Rui Vasco de Vasconcelos e Sá Vaz
Rui Vasco de Vasconcelos e Sá Vaz CvA (Gouveia, Folgosinho, 18 de fevereiro de 1936 — Lisboa, 27 de junho de 2023) foi um oficial da Marinha de Guerra Portuguesa que, entre outras funções de relevo, exerceu as funções de governador civil do Distrito Autónomo da Horta (de 16 de agosto de 1974 a 14 de janeiro de 1976), durante o período de constituição da Região Autónoma dos Açores, e posteriormente de secretário permanente do Conselho da Revolução.

## Biografia
Natural da freguesia de Folgosinho, concelho de Gouveia, parente afastado do 1.° Barão de Albufeira e do 1.° Visconde de Silvares, concluiu o ensino secundário no Liceu Nacional da Guarda, tendo depois ingressado na Escola Naval.
Oficial da Marinha de Guerra Portuguesa, comandou o NRP Oríon de 24 de Outubro de 1964 a 3 de Dezembro de 1966, tendo sido o primeiro comandante daquele patrulha e procedido à sua transferência para a então Guiné Portuguesa, tendo sido condecorado com a medalha da Cruz de Guerra 2a.cl.
Detinha o posto de capitão-tenente e era capitão do porto da Horta aquando da sua nomeação para o cargo de governador civil do então Distrito Autónomo da Horta, cargo que exerceu de 16 de Agosto de 1974 a 14 de Janeiro de 1976, tendo sido o último titular daquele cargo, já que o Distrito foi pouco depois extinto por incorporação na Região Autónoma dos Açores.
Foi de seguida nomeado para o cargo de Secretário Permanente do Conselho da Revolução, funções que exerceu até à extinção daquele órgão com a revisão constitucional de 1982, tendo por essas funções sido louvado por resolução daquele órgão.
Em 1983 comandou o grupo das corvetas “Oliveira e Carmo e Pereira de Eça” na Kiel week.
Com o posto de capitão de mar e guerra, de Maio de 1986 a Outubro de 1988 foi comandante do Grupo n.º 1 de Escolas da Armada.
De 1988 a 1992 comandou a Zona Marítima do Norte e chefiou o respectivo Departamento, exercendo os cargos de Capitão dos portos do Douro e Leixões, tendo nesse período orientado os trabalhos de definição do canal de navegabilidade do rio Douro entre a Régua e Barca de Alva, iniciando-se assim a navegabilidade de todo o rio navegavel
Foi administrador da MACAUPORT - Sociedade de Administração de Portos, SARL, e diretor do Museu Marítimo de Macau, em Macau.
A 18 de Janeiro de 1986 foi feito Cavaleiro da Ordem Militar de Avis.
Condecorado com a medalha de mérito cultural de Macau